# Elnath
Elnath (Beta del Taure / β Tauri) és un estel situat a la constel·lació del Taure, Taurus. El seu nom, escrit de vegades com Al Nath i Alnath, prové de l'àrab النطح an-naţħ i significa «el que dona banyades». De magnitud aparent +1,68, és, després d'Aldebaran (α Tauri), el segon estel més brillant de la constel·lació. En trobar-se en el límit entre Taure —on ocupa l'extrem d'un de les «banyes del toro»— i Auriga —on ocupa el «peu dret del cotxer»— també té la designació de Bayer de γ Aurigae, encara que és utilitzada molt rarament. S'hi troba només 3 graus a l'oest de l'anticentre galàctic, el punt oposat al centre de la Via Làctia situat en la constel·lació de Sagitari.

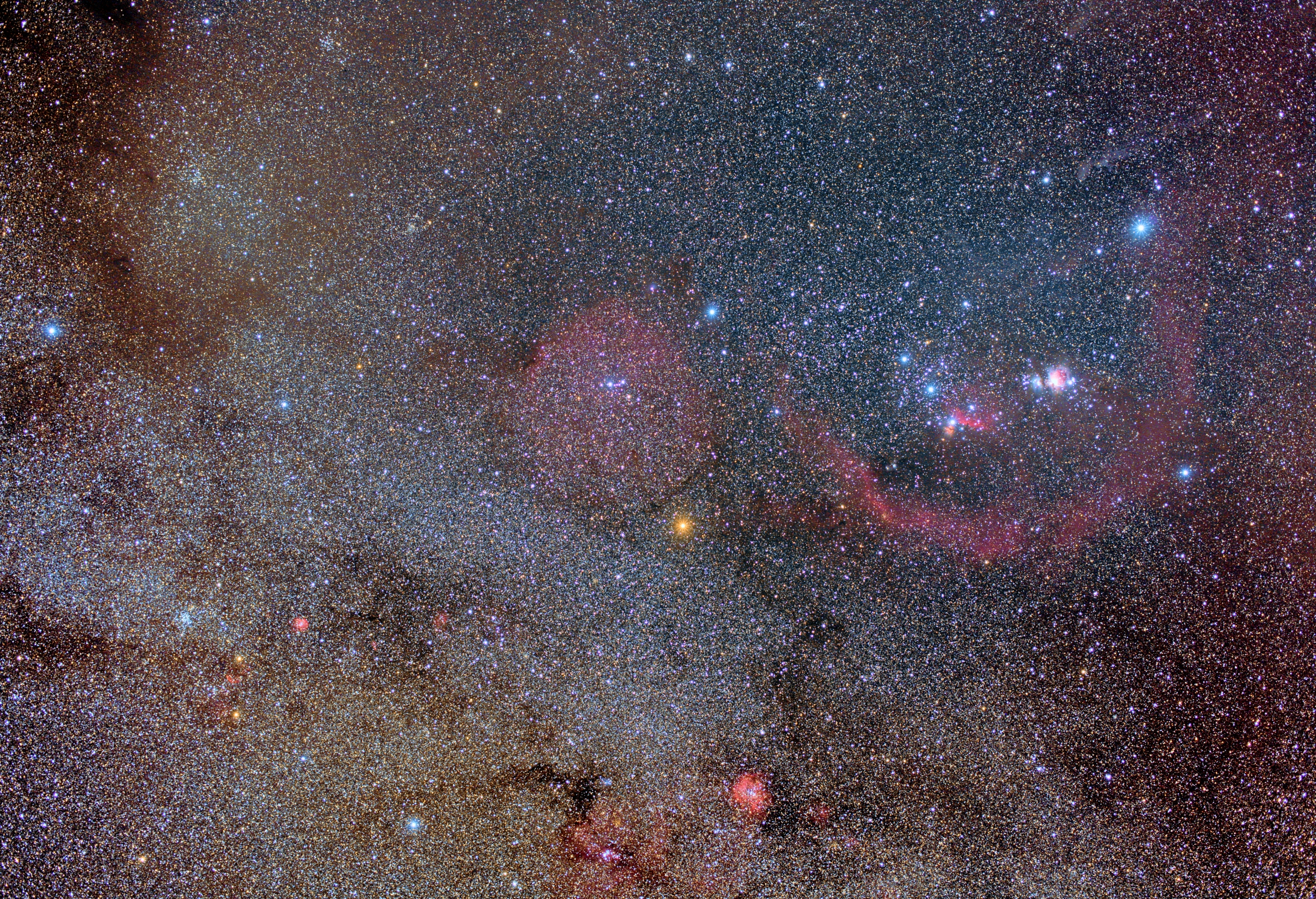
Localització de la gegant blava d'Elnath a l'Oest de la imatge.

A 131 anys llum de distància del sistema solar, Elnath és una gegant blava calenta de 13.600 K de temperatura superficial i tipus espectral B7III. La seva lluminositat —inclosa la radiació ultraviolada emesa— és 700 vegades major que la solar. El seu radi és 4,6 vegades més gran que el radi solar i té una massa 4,5 vegades major que la del Sol. Com altres estels de la seva classe, Elnath és químicament peculiar i sembla una estrella de mercuri-manganès, grup d'estels l'arquetip dels quals és Alpheratz (α Andromedae). Així, mentre el contingut de manganès és 25 vegades per sobre del solar, els continguts en calci i magnesi són sol un vuitè dels trobats en el Sol.